# Marcelo Ebrard

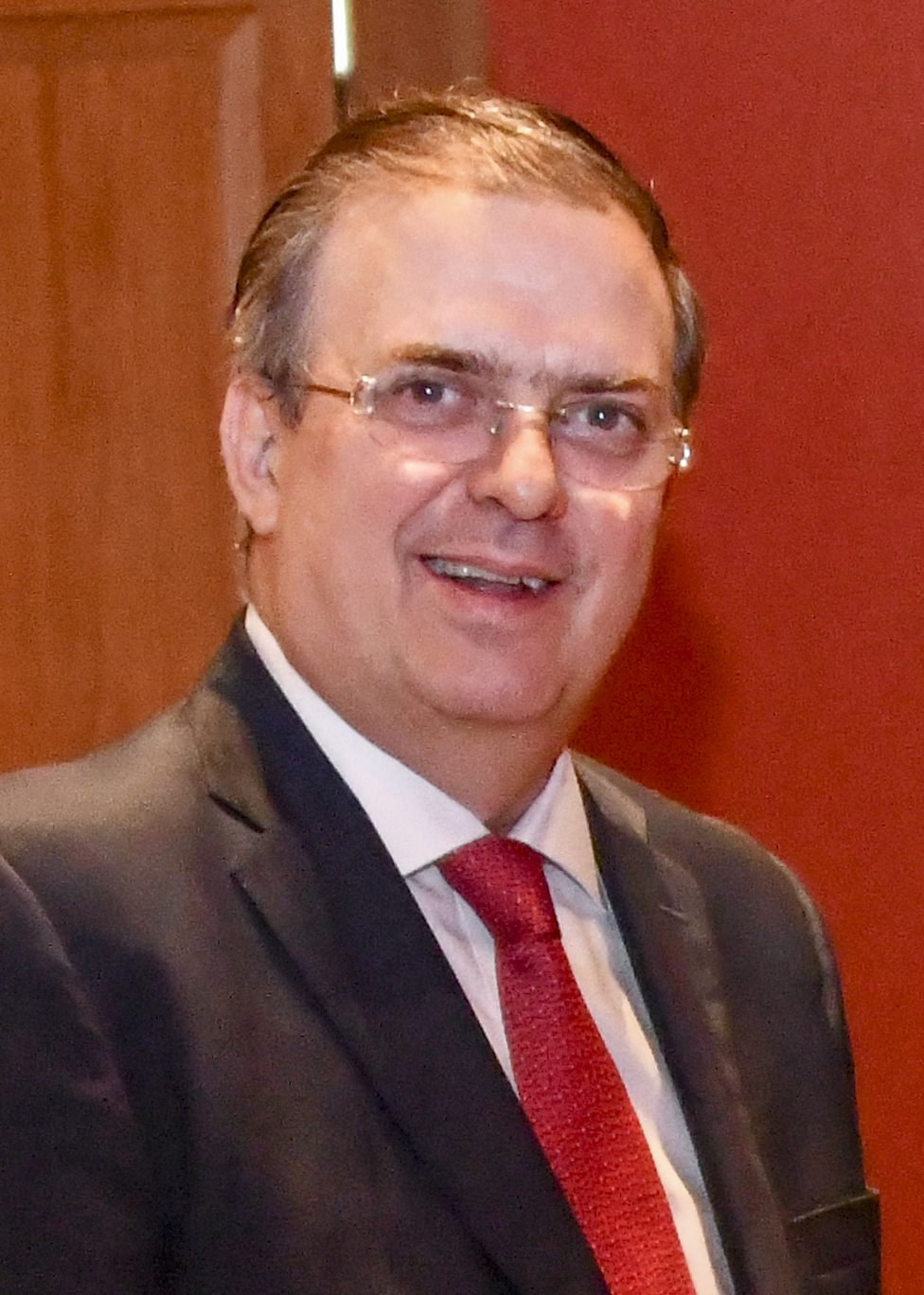
Marcelo Ebrard

Marcelo Luis Ebrard Casaubon (Mexico-Stad, 10 oktober 1959) is een Mexicaans politicus. Hij is Minister van Economische Zaken in het kabinet-Sheinbaum.
Tussen 2006 en 2012 was hij regeringsleider van het Federaal District. In december 2018 werd hij minister van Buitenlandse Zaken onder president Andrés Manuel López Obrador. In juni 2023 legde hij die functie neer om deel te nemen aan de verkiezing tot kandidaat van de partij Morena voor de presidentsverkiezingen van 2024. Hij verloor van Claudia Sheinbaum. Ebrard werd verkozen tot senator voor de periode 2024-2030 maar vroeg verlof om Minister van Economische Zaken te worden.

## Vroege jaren
Ebrard is een zoon van Franse ouders. Hij studeerde internationale betrekkingen aan de Colegio de México en specialiseerde zich in publieke administratie aan de École nationale d'administration. In 1978 sloot hij zich aan bij de Institutioneel Revolutionaire Partij (PRI), maar stapte na conflicten uit die partij. In 1997 werd hij voor de Groene Ecologische Partij van Mexico (PVEM) in de Kamer van Afgevaardigden gekozen, maar sloot zich korte tijd later aan bij de liberale Partij van het Democratische Centrum (PCD), dat hij met Manuel Camacho Solís had opgericht. Hij werd in 2000 wethouder van publieke veiligheid onder Andrés Manuel López Obrador, toenmalig burgemeester van Mexico-Stad. Na de opheffing van de PCD sloot Ebrard zich in 2004 aan bij López Obradors PRD.
Als wethouder van publieke veiligheid was hij hoofd van de politie van Mexico-Stad. In december 2004 deed zich een pijnlijk incident voor toen drie undercover politie-agenten in Tláhuac foto's maakten van een school en gelyncht werden door een woedende massa die hen voor pedofielen aanzag. Twee agenten kwamen daarbij om het leven en de derde raakte zwaargewond. Dit incident was live op televisie te zien maar Ebrard stond het niet toe de agenten te redden, omdat het beleid was dat de politie niet mocht ingrijpen als er een bloedbad zou dreigen. President Vicente Fox ontsloeg Ebrard na dit incident, maar López Obrador steunde hem en benoemde hem tot wethouder van sociale ontwikkeling.

## Regeringsleider van Mexico-Stad
Op 2 juli 2006 werd hij bij de verkiezingen in het Federaal District tot regeringsleider van Mexico-Stad gekozen. Hij versloeg Beatriz Paredes (PRI) en Demetrio Sodi (PAN) en trad op 4 december aan. Een week na zijn verkiezing trouwde hij met de actrice Mariagna Pratts. Ebrard is de enige bestuurder in Mexico die openlijk verklaarde de uitslag van de presidentsverkiezingen, waarin Felipe Calderón López Obrador met een miniem verschil versloeg, niet te accepteren. Hij gaf te kennen zijn verhouding tot Calderón te zien als een van 'co-existentie, maar geen samenwerking'.
Ebrard zette in grote lijnen het beleid van López Obrador voort, maar kenmerkte zich ook door een nieuwe aanpak van criminaliteit. Zo heeft Ebrard terreinen vanwaaruit criminele activiteiten ontplooid worden, zoals in Tepito en Iztapalapa, laten onteigenen, en wilde tevens straatverkopers zonder vergunning uit het centrum verjagen. Voor deze aanpak kreeg hij van beide zijde van het politieke spectrum zowel lof als kritiek. Linkse critici meenden dat vooral armen er het slachtoffer van werden, terwijl rechtse critici hem een gebrek aan respect voor het recht op eigendom verweten. Van beide zijden ontving hij echter ook steun, daar zijn aanpak van de criminaliteit nauwelijks met geweld of bloedvergieten gepaard ging.
Ebrards leiderschap kenmerkte zich door sociaal progressieve hervormingen. Tijdens zijn ambtstermijn werden in Mexico-Stad de eerste geregistreerde partnerschappen tussen homoseksuelen gesloten en in 2010 werden onder zijn toezicht de eerste homohuwelijken voltrokken. In 2008 werd abortus gelegaliseerd en in december 2007 werd in Mexico-Stad een wetsvoorstel aangenomen dat passieve euthanasie legaliseert. Een en ander heeft Ebrard herhaaldelijk in conflict gebracht met de Rooms-Katholieke Kerk, die meerdere keren gedreigd heeft hem te excommuniceren. In 2010 klaagde hij kardinaal Juan Sandoval Íñiguez aan wegens smaad nadat deze hem had beschuldigd het Hooggerechtshof te hebben omgekocht nadat deze adoptie door homoparen in Mexico-Stad goedkeurde.
In juni 2008 kwam Ebrard onder vuur te liggen na een politie-inval in een discotheek waarbij een stormloop ontstond die twaalf levens eiste. Na druk van de oppositie besloot Ebrard de verantwoordelijken te ontslaan, waaronder politiechef Joel Ortega en districtshoofd Francisco Chíguil.
Ebrard is een van de meest uitgesproken voorstanders van het veranderen van de status van het Federaal District in die van een volwaardige deelstaat van de Mexicaanse Federatie. Zo heeft hij gepoogd een tv-kanaal voor Mexico-Stad op te starten, zoals alle staten van Mexico er ook een hebben, doch dat plan werd tegengehouden door het Congres van de Unie. Ook heeft hij voorgesteld de regering van het Federaal District meer zeggenschap te geven over de Internationale Luchthaven van Mexico-Stad.
Ebrard gold als grootste kanshebber voor de nominatie van de PRD voor de presidentsverkiezingen van 2012. Na een peiling onder PRD-aanhangers werd in november 2011 echter met nipt verschil López Obrador opnieuw tot presidentskandidaat benoemd.
Ebrard en Pratts scheidden in april 2011. Zijn nieuwe partner is Rosalinda Bueso, voormalig ambassadrice van Honduras in Mexico.

## Ministersposten
Ebrard diende zijn zesjarige termijn als regeringsleider van Mexico-Stad volledig uit. In december 2012 maakte hij plaats voor Miguel Ángel Mancera. Enkele maanden eerder was Ebrard benoemd tot president van de United Nations Global Network on Safer Cities, onderdeel van het United Nations Human Settlements Programme. Hier bleef hij aan tot februari 2014.
In 2018 maakte hij deel uit van de presidentscampagne van Andrés Manuel López Obrador. Na de gewonnen verkiezingen werd Obrador president en Ebrard minister van Buitenlandse Zaken. Hij trad aan in december 2018. In november 2019 kwam Ebrard internationaal in het nieuws door politiek asiel te verlenen aan de Boliviaanse ex-president Evo Morales. In 2022 sloot Ebrard zich aan bij Morena. In Juni 2023 legde hij zijn functie als Minister van Buitenlandse Zaken neer om deel te nemen aan de verkiezing tot kandidaat van Morena voor de presidentsverkiezingen van 2024. Hij werd tweede in deze voorverkiezing, achter Claudia Sheinbaum.
In het kabinet-Sheinbaum dat aantrad op 1 oktober 2024 werd Ebrard Minister van Economische Zaken.

## Onderscheidingen
In 2010 won Ebrard de World Mayor voor beste burgemeester ter wereld.
Op 17 januari 2012 werd Ebrard onderscheiden als Ridder in de Orde van Oranje Nassau voor zijn grote verbeteringen in Mexico-Stad op het gebied van luchtvervuiling en levensvatbaarheid.

## Trivia
Ebrard staat bekend als een fervent fietser. Hij komt regelmatig per fiets naar officiële bijeenkomsten en heeft meerdere initiatieven ondernomen om het gebruik van de fiets als alternatief vervoermiddel in de verkeerschaos van Mexico-Stad te bevorderen.